# The Queensbridge Sessions
Albums de Marley Marl
House of Hits
(1995) Hip Hop Dictionary
(2000)
The Queensbridge Sessions est une compilation de Marley Marl, sortie le 18 juin 1996.

## Liste des titres
Tous les titres sont produits par Marley Marl.
| No | Titre                                                                               | Contient un (des) sample(s) de | Durée |
| -- | ----------------------------------------------------------------------------------- | --- | ----- |
| 1. | The Wop Sensation (Interprété par The Poet et Rockwell Noel)                        | Jam on the Groove de Ralph MacDonald Was Dog a Doughnut? de Cat Stevens Rock the House in Japan de Grand Mixer DST | 6:38  |
| 2. | The Godfather (Interprété par Spoonie Gee)                                          | Soul Power 74 de Maceo & the Macks | 3:35  |
| 3. | Stop It Wiz (Human Beat Box Mix) (Interprété par Funkmaster Wizard Wiz)             | | 5:06  |
| 4. | I Stink Cause I'm Funky (Human Beat Box Mix) (Interprété par Funkmaster Wizard Wiz) | | 5:02  |
| 5. | The Man Marley Marl                                                                 | The Champ des Mohawks Beat Box d'Art of Noise Catch a Groove de Juice Sucker D.J.'s (I Will Survive) de Dimples D Buggin' Much Hard de Whistle Ego Trip de Kurtis Blow Funkbox Party du Masterdon Committee Change the Beat (Female Version) de Beside | 5:20  |
| 6. | I'm the Judge (Interprété par Grandmaster Caz)                                      | | 5:12  |
| 7. | Punk, What Ya Goin' to Do About It? (Interprété par Grandmaster Caz)                | | 3:14  |
| 8. | Get-Get-Get It Now                                                                  | | 5:52  |
| 9. | Beat You Down + Dub Mix (Interprété par The Poet et Rockwell Noel)                  | | 5:01  |